# Přezletice
Přezletice (deutsch Predletitz) ist eine Gemeinde in Tschechien. Sie liegt 14 Kilometer nordöstlich des Stadtzentrums von Prag an dessen Stadtgrenze und gehört zum Okres Praha-východ.

## Geographie
Přezletice befindet sich auf der Böhmischen Tafel am Ctěnický potok. Nördlich erhebt sich der Zlatý kopec (250 m) und im Westen der Zabitý kopec (264 m).
Nachbarorte sind Brázdim im Norden, Popovice im Nordosten, Cvrčovice, Kostomlátky, Podolanka und Jenštejn im Osten, Radonice im Südosten, Vinoř im Süden, Ctěnice und Kbely im Südwesten, Čakovice und Miškovice im Westen sowie Mírovice und Veleň im Nordwesten.

## Geschichte

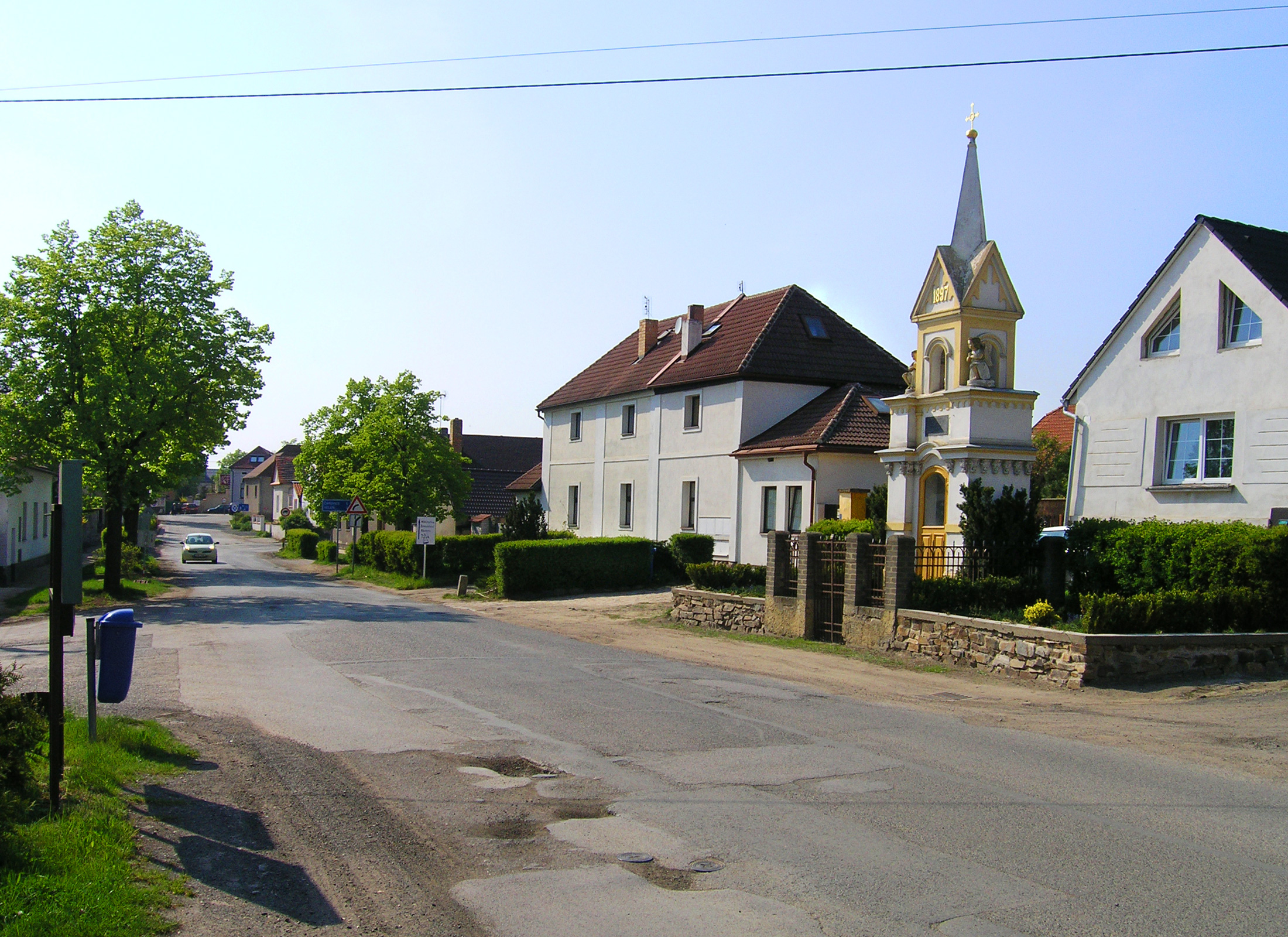
Kapelle

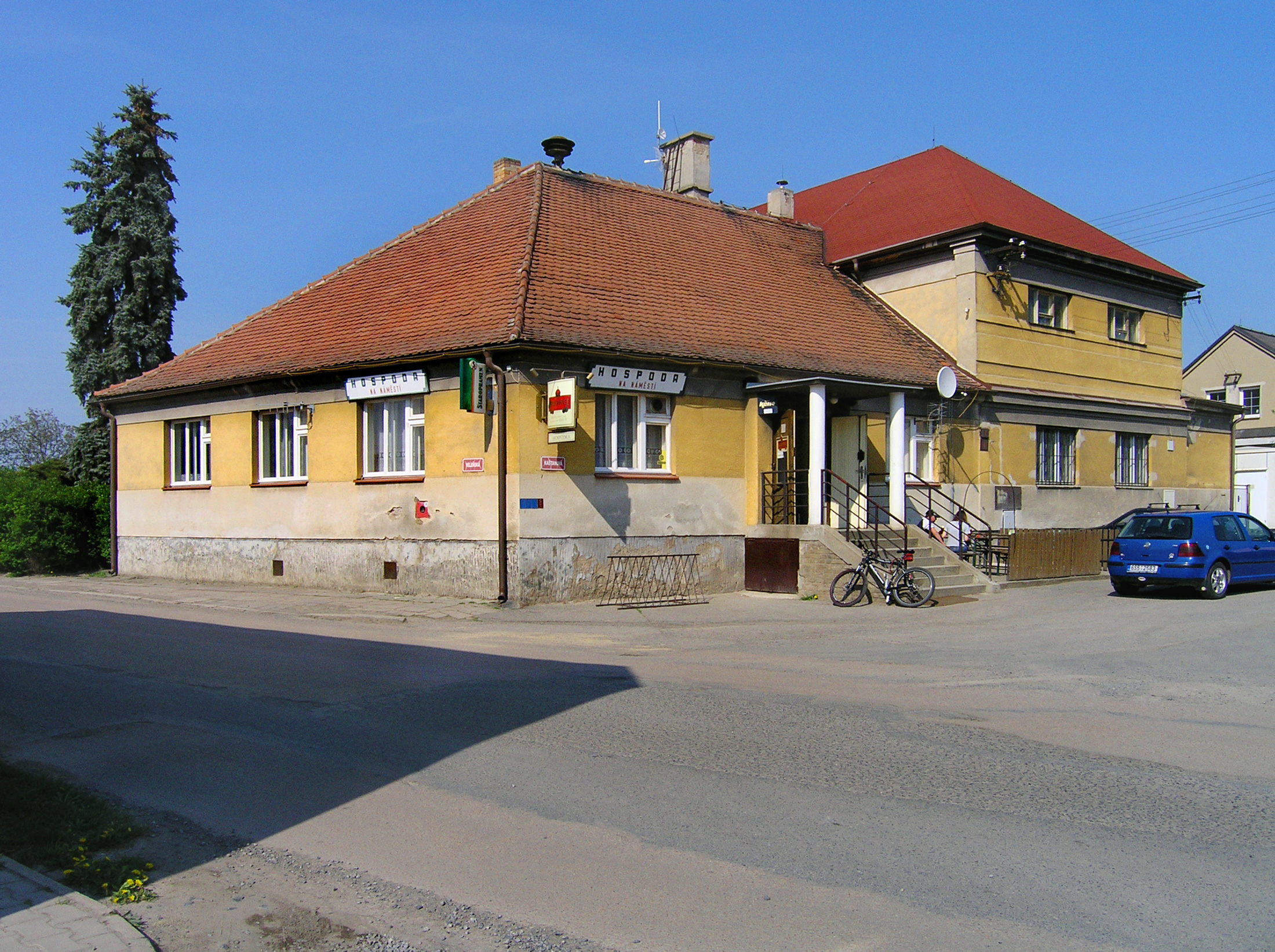
Die örtliche Gastwirtschaft

Die erste urkundliche Erwähnung des Gutes Przessletis erfolgte 1352 im Zuge des Verkaufs durch die Witwe des Hofrichters der Königstädte, Freclin von Posenpach, an den Bäcker Pecold Čepice. Nach weiteren Besitzerwechseln gelangte der Hof 1456 an Jan Edelknappe von Přezletice. Das Geschlecht Přezletický besaß den Ort mindestens bis 1473, ihnen folgte im 16. Jahrhundert das Vladikengeschlecht der Hradecký von Přezletice. Zum Ende des 16. Jahrhunderts wurde Přezletice an die Herrschaft Ctěnice angeschlossen.
1652 erwarben Jan Anton Losy von Losinthal die Herrschaft.
Auf dem Zlatý kopec bestand seit dem 16. Jahrhundert der Hof Goldberg, der Weinbergrecht besaß. Nachdem ihn 1804 der Baron Hochberg erworben hatte, gehörte er mit seinen mehr als 47 ha Fläche auch zu Ctěnice. 1744 bestand Přezletice aus 18 größeren Gehöften. Adam Franz Losy von Losinthal ordnete eine Aufteilung der Grundstücke an. 1775 gehörte der Schulze Josef Černý, genannt Miran zu den Anführern eines Bauernaufstandes und wurde nach dessen Niederschlagung durch das Militär am 29. März 1775 in der Prager Invalidenanstalt gehängt. Bis zur Mitte des 19. Jahrhunderts hatte sich der Name des Dorfes in Předletitz gewandelt.
Nach der Aufhebung der Patrimonialherrschaften bildete Přezletice ab 1850 mit dem Ortsteil Ctěnice eine Gemeinde in Bezirk Karlín.
1849 erwarb der Wiener Industrielle Alexander von Schoeller das Schloss Ctěnice und die zugehörigen Ländereien. Ab 1906 gehörte Přezletice zum Bezirk Brandýs nad Labem. 1945 wurde die Familie Schoeller enteignet. 1950 wurde Ctěnice nach Vinoř umgemeindet.
Seit 1961 gehört Přezletice zum Okres Praha-východ. Im Jahre 2007 ersuchte die Gemeindevertretung Přezletice bei der Stadt Prag um ihre Eingemeindung.

## Gemeindegliederung
Für die Gemeinde Přezletice sind keine Ortsteile ausgewiesen.

## Sehenswürdigkeiten
- Schloss Ctěnice, das in der Mitte des 16. Jahrhunderts anstelle einer Feste errichtete Bauwerk dient heute als Museum. Nach der Enteignung der Industriellenfamilie Schoeller im Jahre 1945 verfiel das Bauwerk. 1995 erwarb es der Prager Informationsdienst und sanierte es
- Zlatý vrch (Goldberg), archäologische Fundstätte einer Siedlung des Homo erectus aus der Altsteinzeit. Erste Gebeinfunde wurden durch Antonín Nedorost im 19. Jahrhundert dem Nationalmuseum in Prag übergeben. 1975 begannen intensive Grabungen.